# Distretto di Tumlan
Il distretto di Tumlan è uno degli otto distretti (mueang) della provincia di Salavan, nel Laos. Ha come capoluogo la città di Tumlan.